# Elaine Duke

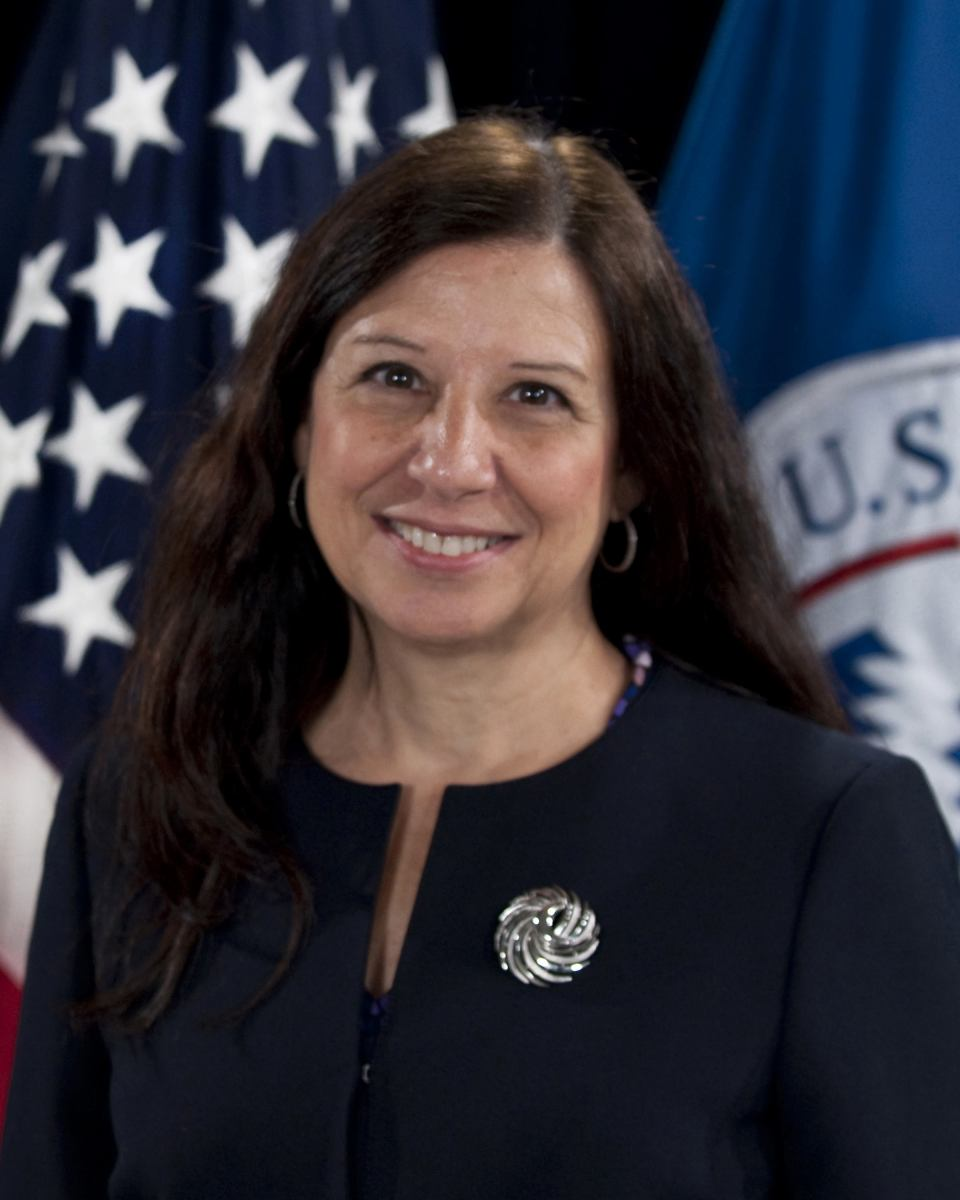
Elaine Duke

Elaine Costanzo Duke (* 1958 in Ohio) ist eine US-amerikanische Beamtin und Unternehmerin.

## Leben
Elaine Costanzo Duke, Tochter von Concetta Scherma und Francesco „Frank“ Costanzo, wurde 1958 in Ohio geboren. Sie ist italienischer Abstammung. Die Familie Costanzo stammt aus Coreno Ausonio (Region Latium) und ihre Großeltern mütterlicherseits (Familie Scherma) wanderten von Aidone (Sizilien) in die Vereinigten Staaten ein. Duke erwarb einen Bachelor of Science in Unternehmensführung am New Hampshire College (heute Southern New Hampshire University) und einen Master of Business Administration an der Chaminade University of Honolulu.
Nach ihrem Bachelorstudium arbeitete sie als Contracting Officer (CO) bei der United States Air Force. Neben ihrer Arbeit im Verteidigungsministerium der Vereinigten Staaten (DoD) war sie stellvertretende Direktorin für Contracting and Property Management vom Smithsonian Institution und Direktorin für Acquisition and Grant Services für die Federal Railroad Administration. Danach trat sie eine Anstellung bei der United States Navy an. Im Laufe der Jahre hielt sie dort verschiedene Posten inne, alle in der Beschaffung und jeweils mit größeren und komplexeren Verantwortlichkeiten. In diesem Zusammenhang leitete Duke als Direktorin das Office of Contract Policy und war stellvertretende Direktorin der Hull, Mechanical and Electrical Contracts Division vom Naval Sea Systems Command. Während ihrer Tätigkeit im Stab vom Assistant Secretary of the Navy (Installations and Environment) arbeitete Duke mit den Kommunalverwaltungen zusammen, welche vom Base Closure and Realignment Program betroffen waren. Dabei entwarf sie Verträge und finanzielle Hilfsprogramme zu Wiederbelebung der lokalen Gemeinden, die von Stützpunktschließungen betroffen waren. Duke hielt auch verschiedene Akquisitionspositionen beim Naval Facilities Engineering Command (NAVFAC), einschließlich als stellvertretende Direktorin im Contracting Department im Navy Public Works Center in Pearl Harbor (Hawaii).
Infolge der Terroranschläge am 11. September 2001 trat sie im August 2002 eine Anstellung als Deputy Assistant Administrator in der Transportsicherheitsbehörde (TSA) an. Zu jener Zeit war die TSA damit beschäftigt die Fluggast- und Gepäckkontrolle an den nationalen Flughäfen zu föderalisieren. Dabei war Duke für den Erwerb und die Lieferung von Techniken und Ausrüstung verantwortlich, um die gegebenen Fristen der TSA einzuhalten.
Nach der Gründung des Ministeriums für Innere Sicherheit (DHS) trat sie dort im Jahr 2003 eine Anstellung an. Im Laufe der Zeit hielt sie verschiedene Posten inne, jeweils mit größeren und komplexeren Verantwortlichkeiten. Vom Oktober 2004 bis Dezember 2005 bekleidete sie den Posten als Deputy Chief Procurement Officer. Am 27. Juli 2008 wurde sie Under Secretary of Homeland Security for Management – ein Posten, welchen sie bis zu ihrem Rücktritt im April 2010 innehatte. Dabei diente sie unter den beiden Präsidenten George W. Bush und Barack Obama. Im Rahmen ihrer Tätigkeit hatte sie die Verantwortung für das Budget in Höhe von etwa 47 Milliarden Dollar, einschließlich der Mittelzuweisung, der Ausgaben, der Rechnungslegungs- und der Finanzierungsmodalitäten. Sie führte Anschaffungen in Höhe von etwa 17 Milliarden Dollar durch, leitete die Programme für etwa 208.000 Mitarbeiter und managte die Architektur der Informationstechnologie des Ministeriums sowie deren Kommunikations-, Anlagen-, Immobilien- und Ausrüstungsgegenstände.
Nach ihrer Tätigkeit im Ministerium für Innere Sicherheit der Vereinigten Staaten betrieb Duke das Unternehmen Elaine Duke & Associates, LLC in Woodbridge (Virginia), wo sie Akquisitions- und Unternehmensberatung für Groß- und Kleinunternehmen anbot.
Am 30. Januar 2017 wurde sie durch US-Präsident Donald Trump für den Posten des Stellvertretenden Ministers für Innere Sicherheit der Vereinigten Staaten unter John F. Kelly nominiert. Zu diesem Zeitpunkt hatte sie mehr als 28 Jahre Berufserfahrung im Staatsdienst, einschließlich ihrer Tätigkeit im Ministerium für Innere Sicherheit der Vereinigten Staaten. Infolge ihrer Nominierung fand am 8. März 2017 ein Hearing vor dem United States Senate Committee on Homeland Security and Governmental Affairs statt. Am 15. März 2017 wurde ihre Nominierung dem US-Senat gemeldet. Am 4. April 2017 wurde ihre Nominierung mit 85 zu 14 Stimmen bestätigt. Ihren Amtseid legte sie am 10. April 2017 ab.
Am 31. Juli 2017 trat John F. Kelly den Posten als Stabschef des Weißen Hauses an, und Duke übernahm daraufhin die kommissarische Leitung des Ministeriums für Innere Sicherheit der Vereinigten Staaten. Diese hatte sie inne, bis Kirstjen Nielsen am 6. Dezember desselben Jahres ihr Ministeramt als Kellys Nachfolger antrat.
Duke war Mitglied des Homeland Security Advisory Council und strategische Beraterin für die Government Technology and Services Coalition, welche kleine und mittelständische Unternehmen im Bundessektor unterstützt. Sie unterrichtete Akquisition an der American University.
Mit ihrem Ehemann Harold Hanson hat sie zwei Söhne, Brian und Jason.

## Auszeichnungen
- The Presidential Meritorious Rank Award
- The DHS Secretary’s Medal
- The Transportation Security Administration Silver Medal for Customer Service
- The Department of the Army Commander’s Award for Public Service
- The U.S. Coast Guard’s Distinguished Public Service Medal